# Jimmy Hogan

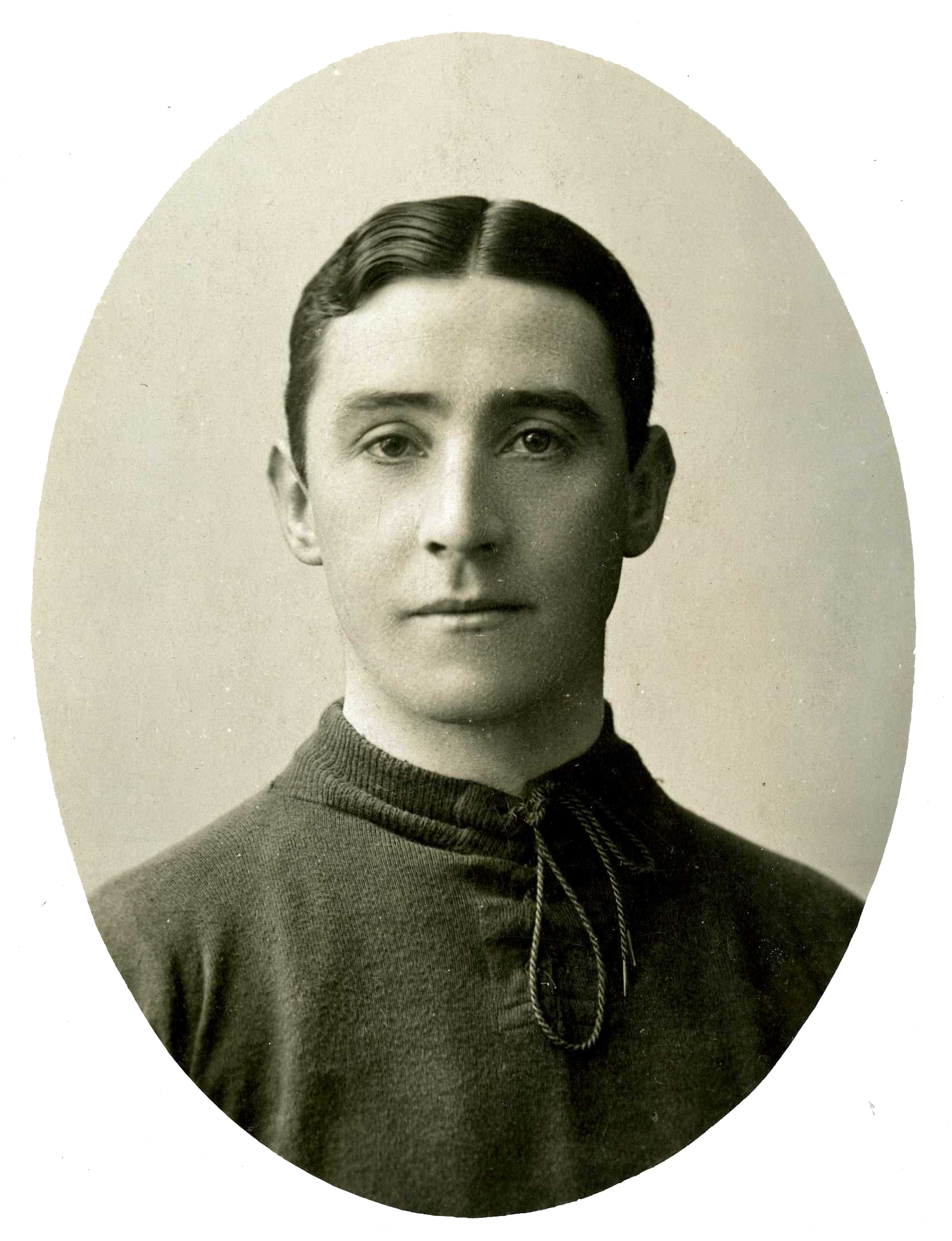
Jimmy Hogan (1908)

James „Jimmy“ Hogan (* 16. Oktober 1882 in Nelson, Lancashire; † 31. Januar 1974 in Burnley) war ein englischer Fußballspieler und -trainer sowie ein Pionier des modernen Fußballs auf dem europäischen Festland nach dem Ersten Weltkrieg.

## Leben und Karriere

### Karriere als Spieler
Jimmy Hogan wurde als Sohn einer irisch-katholischen Familie geboren, welche im Jahr 1896 nach Burnley zog. Während seiner Schulzeit in Manchester war er Kapitän der Fußballschulmannschaft. Mit 16 Jahren beendete er seine schulische Ausbildung und nahm einen Posten als Buchhalter an. Gleichzeitig begann er seine Karriere als Fußballer beim lokalen Verein Burnley Belvedere. Im Jahr 1900 wechselte er zum semiprofessionellen Verein seiner Geburtsstadt Nelson und ein Jahr später nach Rochdale.
Im Jahr 1902 folgte als nächste Station der Zweitligist FC Burnley, wo er als rechter Innenstürmer eingesetzt wurde. 1905 wechselte Hogan nach London zum FC Fulham, mit dem in der Saison 1906/07 der Aufstieg in die zweite Liga gelang. Im folgenden Jahr konnten sich die Londoner im Spitzenfeld der zweiten Liga behaupten und erreichten das Halbfinale des FA Cups, wo sie gegen Newcastle United mit 0:6 unterlagen. Während seiner Zeit bei Fulham zog sich Hogan eine Knieverletzung zu, die seine weitere Karriere als Spieler beeinträchtigen sollte.
Nach einem kurzen Zwischenspiel bei Swindon Town nahm er ein Angebot des damaligen Zweitligisten Bolton Wanderers an, mit welchem er im Jahr 1909 den Aufstieg in die höchste Spielklasse erreichte. In diesem Jahr unternahmen die Wanderers eine Kontinentaltournee, die sie ins niederländische Dordrecht führte. In der darauf folgenden Erstligasaison spielte Hogan in allen 38 Spielen, konnte jedoch den sofortigen Wiederabstieg auch nicht verhindern.

### Erste Stationen als Trainer
Als Hogan 1910 erfuhr, dass der Dordtsche Football Club einen englischen Trainer suchte, bewarb er sich um die Position und wurde verpflichtet, obwohl er über keinerlei diesbezüglichen Erfahrungen verfügte. Schon bei seiner ersten Trainerstation zeigte sich, dass er besonderen Wert auf Ballkontrolle und Genauigkeit im Passspiel legte, also auf Eigenschaften, die damals nicht typisch für das englische Spiel waren. Während seiner Zeit in Dordrecht wurde er gebeten, das niederländische Nationalteam in einem Spiel gegen Deutschland zu betreuen, und führte die Mannschaft zu einem 2:1-Sieg. Hogan kehrte kurzfristig zu Bolton zurück und erreichte mit den Trotters den nochmaligen Aufstieg in die League Division 1.
Im Jahr 1912 spielte die österreichische Nationalmannschaft gegen Ungarn. Der für die Vorbereitung für die Olympischen Sommerspiele 1912 verantwortliche Hugo Meisl war mit der Leistung seiner Mannschaft nicht zufrieden und fragte den englischen Schiedsrichter Howcroft um Rat. Dieser empfahl den mit ihm befreundeten Hogan, und Meisl engagierte den Engländer für sechs Wochen, um das Olympiateam vorzubereiten und Trainingseinheiten bei verschiedenen Wiener Vereinen abzuhalten. Beim olympischen Turnier gelang den Österreichern unter Hogans Leitung ein 5:1-Auftaktsieg gegen Deutschland, in der zweiten Runde folgte jedoch eine Niederlage gegen die Niederländer. Österreich erreichte mit zwei Siegen das Finale der Trostrunde, unterlag dort aber den Ungarn. Die Olympiateilnahme konnte somit zwar nicht als erfolgreich angesehen werden, die erstmalige Begegnung von Hogan und Meisl erwies sich jedoch als schicksalhaft für beide Männer.
Hogan spielte noch eine letzte Saison in Bolton, als jedoch der deutsche Fußballverband 1913 eine Anzeige aufgab, in der nach einem englischen Trainer gesucht wurde, bewarb er sich und hatte auch gute Chancen auf eine Verpflichtung. Der deutsche Verband fragte allerdings bei Hugo Meisl über dessen Erfahrungen mit dem Trainer nach, was den Österreicher veranlasste, Hogan direkt zu kontaktieren und nach Wien zu lotsen.
In Wien bestand seine Aufgabe darin, eine Mannschaft für die Olympischen Sommerspiele 1916 vorzubereiten und daneben seine Vorstellungen über den Fußball bei den Vereinen zu vermitteln. So übernahm er Trainings beim Wiener Amateur SV und beim First Vienna FC. Mit seinem Schwerpunkt auf Ballfertigkeit und Kurzpassspiel kann seine Tätigkeit in dieser Zeit als eine der Wurzeln der späteren Wiener Fußballschule angesehen werden.

### Der Weltkrieg und seine Folgen
Kurz nach Ausbruch des Ersten Weltkriegs wurde Hogan als Bürger eines feindlichen Staates verhaftet. Zwar durfte seine Familie ausreisen, er musste jedoch in Wien zurückbleiben. Die Tätigkeit für den Fußballverband wurde beendet (angeblich wegen finanzieller Schwierigkeiten) und Hogan war nun als Hauslehrer für die Kinder eines Kaufhausbesitzerpaares tätig und musste sich regelmäßig bei der Polizei melden.
Der Vizepräsident des ungarischen Vereins MTK Budapest erfuhr von Hogans Schicksal und nutzte seine Verbindungen, um den Engländer nach Budapest zu bringen. Ende 1916 gelang es tatsächlich, Hogans Ausreise nach Ungarn zu erreichen und wenig später trainierte er den MTK. Da viele der arrivierten Spieler in die Armee eingezogen waren, musste er eine neue Mannschaft aufbauen, zu seinen Entdeckungen gehörten zwei junge Spieler, die zu den stärksten ihrer Zeit werden sollten, nämlich György Orth und József Braun. Rund um die beiden Nachwuchsspieler und den ungarischen Rekordtorschützen Imre Schlosser sowie den aufstrebenden jungen Star Alfréd Schaffer, die in den beiden Jahren zuvor zum Verein stießen, baute Hogan eine Mannschaft nach seinen Vorstellungen, die den ungarischen Fußball auf Jahre dominieren sollte. Auf dem Weg zu den Meistertiteln 1917 und 1918 erlitt seine Mannschaft eine einzige Niederlage.
Nach Ende des Krieges erhielt Hogan die Ausreisegenehmigung und kehrte nach England zurück. Vom englischen Verband erhielt er als Unterstützung drei Paar Wollsocken.

### Unterwegs auf dem Kontinent
Nachdem er sich mehrere Jahre vom Fußballgeschäft abgewandt hatte und bei einem Unternehmen in Liverpool als Versandleiter tätig gewesen war, nahm er 1922 den Trainerposten bei Young Boys Bern an. 1924 gehörte Hogan, neben Teddy Duckworth und Izidor Kürschner, zu den Trainern, die in Regionalgruppen die Schweizer Nationalspieler auf die Olympischen Spiele in Paris vorbereiteten. Beim Finalturnier betreute Duckworth die Nationalmannschaft und erreicht das Finale gegen Uruguay, welches mit 0:3 verloren ging. Dies ist bis heute der größte Erfolg der Schweizer Fußballgeschichte.
Im selben Jahr wechselte Hogan zum FC Lausanne-Sport, ehe er Anfang 1925 nach Budapest zurückkehrte und wieder den MTK übernahm, wo er auf Anhieb Meister und Cupsieger wurde.
Nach zwei Jahren in Budapest, wo er auch als Verbandstrainer die Nationalmannschaft betreute, nahm er ein Angebot des Mitteldeutschen Fußballverbandes an, für den er Schulungen und Trainingseinheiten im gesamten Verbandsgebiet abhielt. 1928 übernahm er schließlich den Trainerposten beim Dresdner SC, mit dem er in den nächsten vier Jahren dreimal die mitteldeutsche Meisterschaft gewann und 1930 bis ins Halbfinale der deutschen Meisterschaft kam. Hogan holte auch Richard Hofmann nach Dresden, nachdem ihm der Spieler schon während seiner Tätigkeit für den Verband positiv aufgefallen war.
1932 verließ Hogan die Dresdner und wurde über Vermittlung von Hugo Meisl Trainer des Racing Club de Paris in der eben eingeführten französischen Profimeisterschaft. Meisl hatte in der Zwischenzeit ein österreichisches Nationalteam aufgebaut, das weithin als „Wunderteam“ bezeichnet wurde und dessen schwerste Bewährungsprobe bevorstand, nämlich ein Auswärtsspiel gegen England. Meisl ließ über den gemeinsamen Freund und FC-Arsenal-Trainer Herbert Chapman bei Hogan anfragen, ob dieser für das England-Spiel als Trainer zur Verfügung stünde. Hogan sagte zu, ließ sich bei RC Paris beurlauben und betreute die Österreicher in London. Das Spiel ging mit 3:4 verloren, brachte den Österreichern jedoch hohe internationale Anerkennung. Hogan kehrte nach Paris zurück und verpflichtete wenig später den österreichischen Tormann Rudolf Hiden, der danach niemals wieder in der österreichischen Nationalmannschaft spielen sollte.
1933 kehrte Hogan zum FC Lausanne-Sport zurück und betreute im November auf Meisls Ersuchen das österreichische Team beim Auswärtsspiel gegen Schottland. Das Spiel in Glasgow endete 2:2 und die Österreicher waren das erste Team, das ein Länderspiel auf britischem Boden nicht verloren hatte.

### England, Österreich und wieder England
Nach Ende seiner Tätigkeit in Lausanne erhielt Hogan 1934 erstmals die Möglichkeit, ein englisches Team zu betreuen, nämlich seinen alten Verein Fulham, der in der zweiten Liga spielte und wo auch sein Sohn Joe als Spieler unter Vertrag stand. Als Hogan jedoch im Frühjahr 1935 nach einer Blinddarmoperation im Spital lag, wurde er vom Verein in Abwesenheit gekündigt und durch Jack Peart ersetzt.
Wieder war Hugo Meisl zur Stelle und verpflichtete den genesenen Hogan für den österreichischen Verband, wo er ein Amateurteam für die Olympischen Spiele 1936 aufbauen und sich daneben auch um die Nationalmannschaft kümmern sollte. Höhepunkte dieser Periode, die von Ende 1935 bis Mitte 1936 dauern sollte, waren der 2:1-Sieg gegen England in Wien sowie die Silbermedaille beim olympischen Turnier in Berlin.
Danach beendete Hogan seine Trainertätigkeit auf dem Kontinent und übernahm den damals nach dem ersten Abstieg in der Vereinsgeschichte in der zweiten englischen Liga spielenden Aston Villa FC. Nachdem in der ersten Saison nur ein Mittelfeldplatz erreicht wurde, gelang 1938 der Meistertitel und damit der Aufstieg in die höchste Spielklasse. Im FA Cup erreichte die Mannschaft das Semifinale, wo man gegen Preston North End ausschied.
Nachdem in der letzten Meisterschaft vor dem Zweiten Weltkrieg ein zwölfter Platz erreicht wurde, erfolgte wenige Monate nach Kriegsbeginn die Kündigung. Hogan erhielt jedoch von Aston Villa eine Pension auf Lebenszeit.
Er kehrte zum FC Burnley zurück, wo er in der Klubverwaltung tätig war. 1947 wurde er während der Saison Trainer beim FC Brentford, ehe er 1948 unter Jimmy McGrory eine Stellung im Betreuerstab von Celtic Glasgow übernahm und schließlich noch einmal nach Brentford zurückkehrte.
Seine Tätigkeit im englischen Fußball beendete er als Nachwuchstrainer bei Aston Villa. In dieser Funktion besuchte er mit einigen jungen Spielern des Vereins 1953 das Länderspiel England gegen Ungarn, in welchem die Goldene Elf den Engländern ihre erste Heimniederlage zufügte.

## Bedeutung von Jimmy Hogan
Hogan ist zu den wichtigsten Pionieren des kontinentaleuropäischen Fußballs zu zählen. Seine – für einen englischen Fußballtrainer seiner Zeit ungewöhnliche – Schwerpunktsetzung auf das Kurzpassspiel und die technische Fertigkeit der Spieler trug wesentlich zur Entwicklung des Fußballsportes in mehreren europäischen Ländern bei.
Die Entwicklung der Wiener Schule und damit der Grundstein für die österreichischen Erfolge der 30er-Jahre sind durch seine Arbeit gleichermaßen geprägt wie die großen Erfolge des ungarischen Fußballs. Der Trainer der Goldenen Elf, Gusztáv Sebes, sagte über Hogan: „Er brachte uns alles bei, was wir über Fußball wissen.“ Auch der deutsche Bundestrainer Helmut Schön, der Hogan aus gemeinsamen Tagen in Dresden kannte, sprach mit großer Hochachtung von dem Engländer.
Nur in seiner Heimat blieb Hogan lange ungehört. Zu seiner Zeit war man in England häufig der Ansicht, dass professionelle Fußballspieler überhaupt keine Trainer benötigten. Er warnte in Vorträgen und Artikeln immer wieder davor, dass der kontinentaleuropäische Fußball dem englischen den Rang ablaufen werde, und sah seine Warnungen schließlich 1953 in Wembley bestätigt.